# Lato Muminków (bajka muzyczna)
Lato Muminków – polski album słowno-muzyczny wydany w 1978 roku, baśń muzyczna dla dzieci będąca adaptacją Lata Muminków fińskiej pisarki, Tove Jansson.
Dla Teatru Dramatycznego w Wałbrzychu tekst zaadaptował reżyser przedstawienia Andrzej Maria Marczewski. Teksty piosenek napisał Bogdan Chorążuk, a muzykę skomponował Tadeusz Woźniak. Widowisko cieszyło się dużą popularnością i było potem wystawiane w wielu polskich teatrach.
Dla potrzeb wałbrzyskiego spektaklu nagrany został podkład muzyczny, który w 1978 wykorzystano w trakcie realizacji fonograficznej tej baśni. Resztę nagrań zrealizowano pomiędzy marcem a sierpniem 1978 w studiach radiowych w Warszawie i Opolu.
Bohaterom Lata Muminków użyczyli swoich głosów znani polscy aktorzy, a piosenki śpiewane były przez samego Tadeusza Woźniaka, jego kilkuletniego wówczas syna Piotra, Krystynę Prońko, zespół Andrzej i Eliza i in. Album, obok płyty Zegarmistrz światła, był największym sukcesem w dorobku Tadeusza Woźniaka. Pochodząca z płyty piosenka „Senna kołysanka” należy też do największych przebojów Krystyny Prońko.
Producentem nagrań była firma Wifon, która w 1978 wydała Lato Muminków na dwóch kasetach magnetofonowych (Wifon NK-536 a-b) oraz dwóch długogrających płytach gramofonowych wytłoczonych dla Wifonu przez Pronit (SLP 4001 – 4002).
W 2002 roku, nakładem KONADOR Firma Fonograficzna ukazała się pierwsza reedycja albumu na płycie kompaktowej w szacie graficznej projektu Anny Przybysz (nr kat. CDKR 006)
W 2009 roku, nakładem Polskiego Radia, ukazała się reedycja albumu na płycie kompaktowej i w nowej oprawie graficznej (nr kat. PRCD 1083).

## Twórcy (wyd. 1978, 2LP)
opracowano na podstawie materiału źródłowego
- przekład: Irena Szuch-Wyszomirska
- adaptacja i reżyseria: Andrzej Maria Marczewski
- teksty piosenek: Bogdan Chorążuk
- muzyka: Tadeusz Woźniak
- realizacja dźwięku: Władysław Gawroński, Fryderyk Babiński, Andrzej Złomski
- kierownik produkcji: Iwona Thierry
- opracowanie graficzne: Włodzimierz Terechowicz
- obsada:
  - narrator – Gustaw Holoubek
  - Mamusia Muminka – Ryszarda Hanin
  - Tatuś Muminka – Zygmunt Kęstowicz
  - Muminek – Mieczysław Czechowicz
  - Mimbla – Ewa Kania
  - Mała Mi – Mirosława Krajewska
  - Panna Migotka – Mirosława Krajewska
  - Bufka – Małgorzata Niemirska
  - Homek – Jerzy Bończak
  - Emma – Zofia Rysiówna
  - Filifionka – Daniela Makulska
  - Paszczak – Andrzej Stockinger
  - Paszczakówna – Danuta Szaflarska
  - Włóczykij – Tomasz Grochoczyński

## Piosenki (wyd. 1978, 2LP)
opracowano na podstawie materiału źródłowego
płyta pierwsza
strona A:
1. Za siedmioma wspomnieniami – Andrzej i Eliza
2. Głupole - Andrzej i Eliza
3. Na drogach i bezdrożach – Krystyna Prońko
4. Deszcz wygłupia się za oknem – „Gawęda”
5. Senna kołysanka - Krystyna Prońko

strona B:
1. Muminu-makuka - Gawęda
2. W tonacji: Och! – Zyta Kulczycka, Tadeusz Woźniak
3. Muminu-makuka - Gawęda
4. Niczyje dni - Tadeusz Woźniak, Gawęda

płyta druga
strona A:
1. Niczyje dni - Tadeusz Woźniak, Gawęda
2. To, co spełni się - Krystyna Prońko, Tadeusz Woźniak
3. Policjanci – Andrzej Stockinger
4. Niestety w teatrze – Bożysława Kapica

strona B:
1. Głupole – Piotruś Woźniak
2. Głupole - Gawęda
3. Jak dobrze być poziomką - Piotruś Woźniak
4. Prorocza noc (część 1) – Jadwiga Drenkowska, Krystyna Falewicz, Jerzy Gronowski
5. Lew to pech – Bernard Ładysz
6. Prorocza noc (część 2) – Jadwiga Drenkowska, Krystyna Falewicz, Jerzy Gronowski
7. Głupole - Andrzej i Eliza, Piotruś Woźniak, Gawęda